# Molòssia

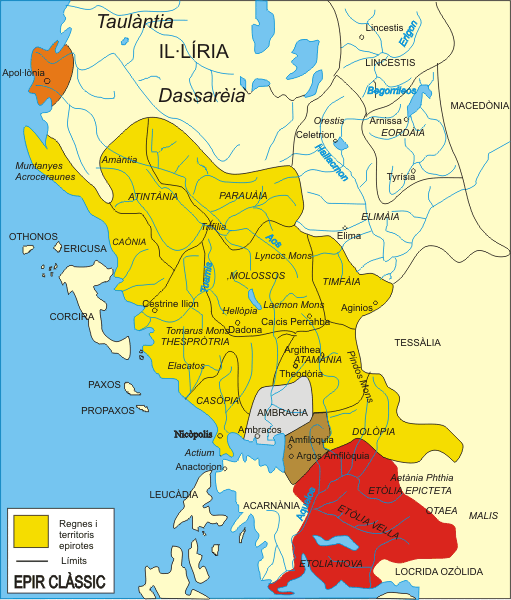
Regnes de l'Epir

Molòssia (en grec antic Μολοσσια) era el país dels molossos situat al nord-est de Grècia, que més tard va formar part del Epir. En el seu territori hi havia el famós Oracle de Dodona, d'orígens probablement pre-hel·lènics.
Molòssia, que després es va convertir en lloc originari de naixement dels reis de l'Epir era al principi un territori molt petit que ocupava una estreta franja del país, que anava des del golf d'Ambràcia a la regió d'Ambràcia, s'introduïa pel país dels thesprotis i Atamània i arribava fins a la ciutat de Dodona. Més endavant van ampliar el seu territori fins que els reis d'aquell país es van convertir en reis de tot l'Epir.
Es creia que Molós, fill de Neoptòlem i net d'Aquil·les havia estat l'heroi epònim que primer es va instal·lar al territori. Els reis de l'Epir deien que eren descendents d'Èac, un fill de Zeus, i també d'aquest Molós.